# Die Grünen Oberösterreich
| Die Grünen Oberösterreich | Die Grünen Oberösterreich   |
| ------------------------- | --------------------------- |
| Logo                      |                             |
|                           |                             |
| Basisdaten                |                             |
| Klubobmann:               | Severin Mayr                |
| Landesrat:                | Stefan Kaineder             |
| Landessprecher:           | Stefan Kaineder             |
| Landtagsabgeordnete       | 6/56                        |
| Landesgeschäftsführerin:  | Ursula Roschger             |
| Hauptsitz:                | Landgutstraße 17, 4040 Linz |
| Website:                  | Die Grünen Oberösterreich   |

Die Grünen Oberösterreich ist die oberösterreichische Landesorganisation der österreichischen Partei Die Grünen – Die Grüne Alternative. Die oberösterreichischen Grünen sind seit 2003 mit Landesrat Stefan Kaineder in der Oberösterreichischen Landesregierung vertreten und stellen nach der Landtagswahl in Oberösterreich 2015 sechs der 56 Abgeordneten im Oberösterreichischen Landtag.
Am 6. April 2019 wurde Stefan Kaineder als Nachfolger von Maria Buchmayr zum Landessprecher der Grünen Oberösterreich gewählt. Stellvertreter wurden Dagmar Engl und Severin Mayr. Landesgeschäftsführerin Gabriela Schönberger übergab an Ursula Roschger.
Im Mai 2021 folgte Severin Mayr Gottfried Hirz als Klubobmann im Landtag nach.

## Geschichte

### Erneutes Scheitern am Landtagseinzug (1991)
Im Vorfeld der Landtagswahl 1991 kam es zu Einigungsversuchen innerhalb des Grünen Lagers. Neben der Grüne Alternative und den VGÖ hatte sich zu Jahresbeginn 1991 der Grüne Aufbruch gegründet, mit dem vor allem Aktivisten aus Bürgerinitiativen eine breite Plattform für eine einheitliche Kandidatur des grünen Lagers schaffen wollten. Unter den Kandidaten des Grünen Aufbruchs befand sich unter anderem die Linzer VGÖ-Gemeinderätin Gabriela Moser, daneben engagierten sich zahlreiche Mitglieder der GAL in der Plattform. Da zahlreiche grün-affine Menschen ihre neue politische Heimat im Grünen Aufbruch sahen, entschloss sich der GA auch Nichtmitglieder als Kandidaten für die Listenerstellung zuzulassen und Aktivisten des Grünen Aufbruch als Kandidaten zu gewinnen. Die Kandidaten der grünen Bewegung sollten sich in der Folge bei einer offenen Wahl der Wahl stellen. Dieses Angebot wurde aber nicht angenommen, weshalb die GAL ihre Kandidaten am 5. April 1991 ohne Beteiligung der VGÖ wählte. Als Listenerste wurden Wolfgang Mühllechner, Gabriela Moser und Gottfried Hirz gewählt, wobei der Ausgang der Wahl von den Vertretern des Grünen Aufbruchs nicht akzeptiert wurde. Der Grüne Aufbruch löste sich in der Folge noch im April 1991 auf. Die Konflikte zwischen VGÖ und GAL blieben hingegen bis zur Landtagswahl bestehen.
Im Wahlkampf thematisierte die GAL die Themen Wohnungsnot, Bedrohung der Umwelt, Verkehr, naturnahe Landwirtschaft und Gesundheit. Daneben schickten die GAL einen Umweltmesswagen durch Oberösterreich um auf Luft- und Wasserverschmutzung aufmerksam zu machen. Beherrschendes Thema im grünen Wahlkampf blieb jedoch die Abgrenzung von den VGÖ, zudem war der Spitzenkandidat der GAL weitgehend unbekannt. Dies führte dazu, dass die GAL bei der Landtagswahl lediglich 3,1 % erreichte und den Einzug in den Oberösterreichischen Landtag klar verpasste. Auch die VGÖ scheiterten am Einzug in den Landtag. Im Zuge der gleichzeitig stattfindenden Gemeinderatswahl hatte die GAL rund 70 Gemeindegruppen betreut, wobei 14 Gemeinderäten der GAL und weiteren Gemeinderäten von Bürgerlisten der Einzug in die Gemeinderäte gelungen war.

### Der Weg in den Landtag (1991–1997)
Finanziell bedeutete die Niederlage bei der Landtagswahl einen strengen Sparzwang, da die GAL nur eine Wahlkampfkostenrückerstattung, nicht jedoch eine Parteienförderung erhielt. Zur Neuausrichtung der Partei beauftragte die GAL den Linzer Wissenschaftsladen mit der Erstellung eines Parteiprogramms, das schließlich auf einem eigenen Programmkongress beschlossen wurde. Die GAL Oberösterreich erhielt damit erstmals ein eigenes Parteiprogramm auf Länderebene, das als Handlungsanleitung für die kommenden sechs Jahre diente. Zur Reform der Partei führte die GAL Diskussionen mit den grünen Gemeinderatsgruppen durch.
In der Oppositionsarbeit stellte die GAL Umweltbelastungen und den Kampf gegen den zunehmenden Individualverkehr in den Mittelpunkt. So kämpfte die GAL gegen die geplanten Müllverbrennungsanlagen in Wels und Vöcklabruck, präsentierte ein Konzept zu Müllvermeidung und Wiederverwertung und thematisierte die Verunreinigung des Grundwassers, die Belastung des Bodens und die hohen Ozonwerte. Zudem kritisierte die GAL das Verkehrskonzept des Landes Oberösterreichs und forderte höhere Investitionen in den öffentlichen Verkehr an Stelle des Straßenverkehrs. Zudem profitierten die Grünen in Oberösterreich von der Arbeit des oberösterreichischen Nationalrats Rudi Anschober, der einen Skandal um die Errichtung der Pyhrn Autobahn aufdeckte. Nachdem sich die Bundespartei 1993 in Die Grünen – Die Grüne Alternative umbenannt hatte, änderte auch die GAL Oberösterreich ihren Namen in Die Grüne Oberösterreich – Die Grüne Alternative Oberösterreich um.
Bei der Nationalratswahl 1994 erzielten die Grünen in Oberösterreich mit 7,6 % ihr bisher bestes Ergebnis. Dadurch konnte neben Rudi Anschober auch Gabriela Moser in den Nationalrat einziehen. Da Theresia Haidlmayr zudem über die Bundesliste in den Nationalrat gewählt worden war, waren erstmals drei Abgeordnete aus Oberösterreich im Nationalrat vertreten. Für die Oberösterreichischen Grünen bedeutete der Erfolg bei der Nationalratswahl einen Motivationsschub für die Landtagswahl 1997. Im Hinblick auf den kommenden Wahlkampf wurde im Dezember 1994 der Landesvorstand aufgestockt, der Aufbau von Gemeindegruppen forciert und ein Konzept für 1997 erarbeitet, wobei für die Landtagswahl als Themenschwerpunkt die Bereiche Frauen, Wohnbau und Soziales, Gesundheit, Kultur, Verkehr und Umwelt ausgewählt wurden. Auch im personellen Bereich kam es im Hinblick auf die Wahl 1997 zu Veränderungen, wobei Anschober mit 98 % zum neuen Landessprecher gekürt wurde. Anschober wurde zudem bereits im Juni 1995 vom Erweiterten Landesvorstand als Spitzenkandidat für die Landtagswahl vorgeschlagen. Thematisch beschäftigten sich die Grünen 1995 mit einem Müllvolksbegehren, das die zwingende Errichtung von mindestens zehn Müllverbrennungsanlagen verhindern sollte. Nach der Sammlung von 2.500 beglaubigten Unterschriften erwirkten die Grünen eine Gesetzesänderung, die anstatt der zwingenden Müllverbrennung die Errichtung von biologisch-mechanischen Behandlungsanlagen ermöglichte. Des Weiteren präsentierten die Grünen 1995 eine Demokratiereform für Oberösterreich.
Herbe Verluste bei der Nationalratswahl 1995 bedeuteten auch für die Grünen in Oberösterreich einen deutlichen Rückschlag, wobei Gabriela Moser ihr Nationalratsmandat verlor. In der Folge wurden auch in Oberösterreich Arbeitsgruppen zur Aufarbeitung der Niederlage geschaffen. Als politische Schwerpunktthema etablierte sich ab 1995 der Kampf der Grünen gegen das Kraftwerk Lambach an der Traun, das eine Zerstörung des Augebietes vorsah. Die Grünen unterstützten dabei die Besetzung des betroffenen Augebietes und konnten ihren Ruf als Umweltpartei festigen. Bei einem Wahlkongress im November 1996 wurde Rudi Anschober zum Spitzenkandidaten für die Landtagswahl 1997 gekürt. Dahinter folgten Doris Eisenriegler und Gunther Trübswasser. Im folgenden Wahlkampf präsentierten die Grünen ihr Wahlprogramm „100 Reformkonzepte für Oberösterreich“, wobei als maßgebliche Themen unter anderem die Bereiche Umweltschutz, Kampf gegen Arbeitslosigkeit, ein ökosoziales Beschäftigungsprogramm, Demokratisierung und Armutsbekämpfung dienten. Mit 5,8 % gelang den Grünen bei der Wahl am 5. Oktober 1997 schließlich der Einzug in den Landtag, wobei Umfragen zu Beginn des Jahres sogar rund 9 % prognostiziert hatten. Die Grünen erreichten damit drei Mandate. Bei den gleichzeitig stattfindenden Gemeinderatswahlen traten die Grünen in 22 Gemeinden an, hinzu kamen 37 den Grünen nahestehende Bürgerlisten. Die Grünen erreichten 35 Gemeinderäte und konnten damit ihr Ergebnis gegenüber 1991 mehr als verdoppeln.

### Die erste Landtagsperiode der Grünen (1997–2003)
Nach dem erfolgreichen Einzug in den Landtag wechselte Rudi Anschober in den Landtag und Gabriela Moser nahm sein Mandat im Nationalrat an. Zur besseren Kommunikation gründeten die oberösterreichischen Grünen 1998 mit dem „oö-planet“ eine eigenständige Zeitung, die zunächst noch als Beilage zur bundesweiten Ausgabe erschien. Wiederkehrende Themen in den ersten Ausgaben waren das Kernkraftwerk Temelín, eine ökosoziale Steuerreform, eine Stromsparaktion, Nahversorgung, Vollbeschäftigung und die Diskussion um das Musiktheater im Linzer Schlossberg. Mit 7,4 % in Oberösterreich konnten die Grünen bei der Nationalratswahl 1999 an ihr bestes Ergebnis von 1994 anschließen und es gelang ihnen wieder zwei Grundmandate zu erreichen, die in der Folge Gabriela Moser und Wolfgang Pirklhuber besetzten.
Im Dezember 1999 bezogen die oberösterreichischen Grünen ihre neue Parteizentrale, das „Grünen Haus“ in der Linzer Landgutstraße. Zuvor hatte sich das Landesbüro in der Stahembergstraße 25 befunden. Noch im selben Jahr schuf Rudi Anschober auch den „Grünpreis“, einem mit 10.000 Schilling dotierten Preis der alljährlich an jeweils zwei Personen in den Kategorien Umwelt, Soziales, Wirtschaft, Frauen und Kultur vergeben wird. Bereits ab 1999 waren die Grünen auch mit den Vorbereitungen für die kommende Landtagswahl beschäftigt. Im Zentrum der Bemühungen standen dabei die Gewinnung von zusätzlichen Mitgliedern und ab 2000 auch der Aufbau von Ortsgruppen und Teilorganisationen. Während die Anzahl der Mitglieder bis 2003 um rund 150 Prozent gesteigert werden konnte, gelang es den Grünen bis zu diesem Jahr die Zahl der Ortsgruppen auf 57 (1997: 17) zu steigern. Inhaltlich beschäftigten sich die oberösterreichischen Grünen zwischen 2000 und 2003 vor allem mit den Themen Vollbeschäftigung, der sogenannten „Freistädter Krankenhausaffaire“ und dem Atomkraftwerk Temelin. 2001 starteten sie zudem die Kampagne „Ökostrom statt Atom“. Weitere wichtige Themen der Grünen waren unter anderem ein Kurswechsel in der Landwirtschaft nach einem Fleischskandal, die Unterstützung der Anti-Globalisierungsbewegung, eine Bildungsmilliarde für Oberösterreich, Barrierefreiheit, Transit, Jugendarbeitslosigkeit sowie Klima- und Hochwasserschutz.
In die Landtagswahl 2003 zogen die Grünen erneut mit Rudi Anschober als Spitzenkandidaten. Als Wahlziel wurde der Einzug in die Landesregierung ausgegeben, wobei ein grüner Regierungssessel als omnipräsentes Symbol diente. Bei der Wahl am 28. September 2003 erreichten die Grünen mit 9,1 %, wobei die Grünen auch die FPÖ überholen konnten. Die starken Zugewinne bedeuteten den Gewinn von zwei Mandaten, womit die Grünen erstmals mit fünf Abgeordneten im Landtag vertreten waren. Zudem gelang den Grünen der Einzug in die Landesregierung. Nachdem das Verhältnis zwischen ÖVP und SPÖ auch unter dem Wahlkampf gelitten hatte, scheiterten die Koalitionsverhandlungen bereits nach kurzer Zeit. Nachdem SPÖ und Grüne über keine Mehrheit in der Landesregierung verfügten, nahmen die Grünen in der Folge Parteienverhandlungen mit der ÖVP auf, die zu einem Arbeitsübereinkommen und der ersten Schwarz-Grünen Zusammenarbeit auf Länderebene führte. Nach langwierigen Verhandlungen wurde das Abkommen vom Erweiterten Landesvorstand mit 23:9 Stimmen gebilligt, wobei vor allem die Vertreter der Linzer Grünen Widerstand geleistet hatten.
Rudi Anschober übernahm in der Folge als erster Grüne Landesrat in Oberösterreich das um einige Bereiche erweiterte Umweltressort. Bei den gleichzeitig durchgeführten Gemeinderatswahlen traten die Grünen mit 66 Gemeindegruppen an, wobei allen Gruppen der Einzug in den Gemeinderat gelang. Insgesamt erzielten die Grünen 171 Mandate in den Gemeinderäten und konnten zudem in 20 Stadträte bzw. Gemeindevorstände einziehen.

## Struktur und Organe

### Mitgliedschaft bei den oberösterreichischen Grünen
Als Mitglieder werden bei den oberösterreichischen Grünen Personen aufgenommen, die sich zu den Zielen, Grundwerten und Programmen bekennen und in deren Sinne tätig werden. Von einer Mitgliedschaft dezidiert ausgeschlossen sind Personen, die „antidemokratisches, insbesondere faschistisches, rassistisches, militaristisches und sexistisches Gedankengut“ vertreten. Ein Beitritt zur Partei erfolgt durch eine schriftliche Erklärung an die Landesorganisation und beginnt mit der Entrichtung des Mitgliedsbeitrages. Zu den Rechten der Mitglieder, von denen die Mitglieder zwei Monate nach der Entrichtung des ersten Mitgliedsbeitrags Gebrauch machen können, gehörten das Stimmrecht bei Landes-, Wahlkreis-, Bezirks- und Gemeindeversammlungen, das Einbringung von Resolutionen und Anträgen an die Landesversammlung und das aktive und passive Wahlrecht bei Landes-, Wahlkreis-, Bezirks- und Gemeindeversammlungen.

### Landesversammlung
Als höchstrangiges Gremium der oberösterreichischen Grünen fungiert die Landesversammlung, die aus allen Mitgliedern der oberösterreichischen Grünen besteht und deren Beschlüsse für alle anderen Parteiorgane bindend sind. Die Landesversammlung tagt mindestens einmal pro Jahr und wird vom Landesvorstand einberufen. Zu den Aufgaben des Landesvorstandes gehören die Beschlussfassung über Programme, Statuten mit Zweidrittelmehrheit und die Aufnahme von Teilorganisationen, Gemeinde- und Bezirksgruppen. Zudem wählen die Mitglieder der oberösterreichischen Grünen in der Landesversammlung die Kandidaten für die Landtags- und
Nationalratswahlen im Wahlkreis Oberösterreich sowie die Mitglieder des Landesvorstandes und der Rechnungsprüfer. In die Kompetenzen der Landesversammlung fallen zudem die Genehmigung des Rechenschaftsberichtes des Landesvorstandes und des Rechnungsberichtes sowie die Beschlussfassung über die Geschäftsordnung, die Schiedsgerichtsordnung und der Beitrags- und Kassenordnung.

### Landesvorstand
Der Landesvorstand dient der Umsetzung der Beschlüsse der anderen Parteiorgane und ist zudem zur Abgabe von Erklärungen berechtigt. Im Rahmen des Programmes und der Beschlüsse der Landesversammlung oder des Erweiterten Landesvorstandes kann der Landesvorstand hierbei in jenen Bereichen Entscheidungen treffen, die aufgrund der Dringlichkeit nicht erst anderen Organen vorgelegt werden können. Zu den Kompetenzen des Landesvorstandes gehören des jährlichen Rechenschaftsberichtes für die Landesversammlung und die Erstellung des jährlichen Budgetvoranschlages, der in der Folge vom Erweiterten Landesvorstand abgesegnet werden muss. Darüber hinaus bestellt der Landesvorstand in Absprache mit anderen Parteigremien das Redaktionsteam des Parteimediums.
Die Funktionsperiode des Landesvorstandes beträgt zwei Jahre, wobei die Anzahl der Mitglieder sowie die Personen von der Landesversammlung bestimmt werden. Zum Kern des Landesvorstandes gehören dabei der Finanzreferent, der Landessprecher und der Geschäftsführer, zudem werden dem Vorstand mit Sitz und Stimme der Klubobmann des Grünen Landtagsklubs, der Obmann der Grünen Bildungswerkstatt Oberösterreich, die Grünen Mitglieder der Landesregierung und ein von der Landesversammlung gewähltes Mitglied des Grünen Landtagsklubs beigezogen.

### Landessprecher, Geschäftsführer und Finanzreferent
Der Landessprecher und der Geschäftsführer der oberösterreichischen Grünen vertreten die Partei nach außen und setzen die Beschlüsse der anderen Parteiorgane um. Zudem können die beiden Personen im Rahmen der Programme und Beschlüsse aller anderer Parteigremien Entscheidungen treffen, die aufgrund der Dringlichkeit keinen anderen Gremien zur Entscheidung vorgelegt werden können. Der Geschäftsführer regelt darüber hinaus gemeinsam mit dem Finanzreferenten, der das Vermögen und die Konten der Partei verwaltet, die finanziellen Belange und den Schriftverkehr und beruft den Landesvorstand und den Erweiterten Landesvorstand ein. Der Geschäftsführer übernimmt zudem die Entscheidungsbefugnis im Bereich der Infrastruktur und des Personals der Grünen Oberösterreich und vertritt die Partei im Erweiterten Bundesvorstand.

### Erweiterter Landesvorstand
Dem Erweiterten Landesvorstand (ELV) obliegen Beschlüsse im Rahmen des Programmes und der Beschlüsse der
Landesversammlung, die aufgrund der Dringlichkeit nicht der Landesversammlung vorgelegt werden können. Hinzu kommt die Beschlussfassung des Budgets, die Festlegung der Sprecherrollen der Partei auf Vorschlag des Landesvorstands, die Koordination und Unterstützung der Bezirksorganisationen, Teilorganisationen, Gemeindegruppen und Initiativen sowie die Koordination der landesweiten Arbeit. Des Weiteren obliegt dem ELV die laufende Kontrolle des Landesvorstandes, die Nominierung der oberösterreichischen Mitglieder des Bundesrates und der Landesregierung sowie die Bestellung eines Verhandlungsteams im Falle von Parteienverhandlungen. Auch die Beschlussfassung über Regierungs- und Arbeitsabkommen auf Landesebene gehören zu den Kompetenzen des ELV. Aus ihrem Kreis bestimmen die Mitglieder des ELV zudem einen Delegierten für den Erweiterten Bundesvorstand (EBV) der Bundespartei. Des Weiteren wählt der ELV einen Teil der Delegierten zum Bundeskongress.
Der ELV tagt mindestens sechsmal im Jahr und besteht aus dem Landesvorstand, je einem Delegierten der 18 Bezirksorganisationen und den oberösterreichischen Mandataren im Landtag, Nationalrat, Bundesrat und Europaparlament. Hinzu kommen ein Vertreter der Grünen Bildungswerkstatt Oberösterreich, zwei Vertreterinnen der Grünen Frauenorganisation Oberösterreich und ein vom Landesvorstand bestellter Berater ohne Stimmrecht. Zu Wahlzeiten wird der Erweiterte Landesvorstand um das Wahlkampfteam erweitert, das jedoch über kein Stimmrecht verfügt.

## Gemeindegruppen

Grüne Gemeindegruppen in Oberösterreich (Oktober 2010)

Nachdem die Grünen bei den Gemeinderatswahlen 1997 nur in 22 Gemeinden angetreten waren (zudem gab es 37 den Grünen nahestehende Bürgerlisten), gelang es den Grünen bei den Gemeinderatswahlen 2003 bereits mit 66 Gruppen anzutreten. Bis zum Oktober 2010 konnten die Oberösterreichischen Grünen die Anzahl ihrer Gemeindegruppen auf 95 steigern, womit sie in 21 % aller Gemeinden vertreten waren. Im Mai 2011 wurden zudem Gemeindegruppen aus Pollham und Walding aufgenommen. Mit zwölf Gemeindegruppen sind die Grünen seitdem am stärksten im Bezirk Vöcklabruck vertreten, dahinter folgen die Bezirke Linz-Land und Grieskirchen mit je elf Gemeindegruppen. Des Weiteren bestehen je sieben Gemeindegruppen in Ried, Urfahr-Umgebung und Wels-Land, sechs Gemeindegruppen in Gmunden, je fünf in Eferding, Freistadt und Steyr-Land und vier im Bezirk Schärding. Lediglich je drei Gemeindegruppen bestehen im Bezirk Braunau, in Kirchdorf und in Rohrbach. Zudem sind die Grünen in den drei Statutarstädten Linz, Wels und Steyr vertreten. Anteilsmäßig am stärksten Vertreten sind die Grünen dabei abgesehen von den Statutarstädten im Bezirk Linz-Land, wo sie in 50 % der Gemeinden Gemeindegruppen stellen, dahinter folgen Eferding (42 %), Grieskirchen (32 %), Gmunden (30 %) und Wels-Land (29 %). In den Bezirken Rohrbach und Braunau verfügen die Grünen hingegen nur in 7 % der Gemeinden über eigene Gemeindegruppen, auch in Kirchdorf und Schärding sind es nur je 13 %, in Perg 15 %. Ungefähr im Landesschnitt liegen die Grünen in den Bezirke Freistadt und Ried (je 19 %), Vöcklabruck (23 %), Steyr-Land (25 %) und Urfahr-Umgebung (26 %).

## Wahlergebnisse

### Landtagswahlen
Die Grünen Oberösterreich, die 1985 als Grün-Alternative Liste (GAL) antraten, erreichten bei der Landtagswahl 1985 1,7 % der Stimmen und scheiterte damit klar am Einzug in den Landtag. Die GAL lag damit auch hinter ihrem Konkurrenten im grünen Lager, den Vereinten Grünen Österreichs (VGÖ), die 2,2 % erzielten. Die GAL erzielte ihr bestes Ergebnis im Wahlkreis Linz und Umgebung mit 2,3 %, über dem Gesamtergebnis lag zudem das Wahlergebnis im Wahlkreis Hausruckviertel, wo die GAL 1,9 % erzielte. Bei der folgenden Landtagswahl 1991 konnte die GAL ihr Ergebnis auf 3,1 % steigern, womit sie ein Plus von 1,4 % verbuchen konnte. Dennoch scheiterte die GAL wie schon 1985 am Einzug in den Landtag, konnte sich jedoch erstmals vor den VGÖ positionieren, die 2,6 % erreichten. Ihr bestes Wahlergebnis erreichte die GAL mit 3,6 % erneut im Wahlkreis Linz und Umgebung, dahinter folgte das Traunviertel (3,3 %) und das Hausruckviertel (3,2 %). Nachdem sich die GAL 1993 in Die Grünen Oberösterreich – Die Grüne Alternative (GRÜNE) umbenannt hatte und die VGÖ von der politischen Bildfläche verschwunden war, gelang den Grünen bei der Landtagswahl 1997 mit 5,8 % und drei Mandaten der Einzug in den Landtag. Erneut kristallisierte sich der Wahlkreis Linz und Umgebung mit 7,3 % als stärkste Wählerbasis der Grünen heraus, dahinter folgte das Hausruckviertel mit 5,8 % und das Traunviertel mit 5,7 %. Im Wahlkreis Linz und Umgebung erreichten die Grünen sogar ein Grundmandat.
Nach dem Einzug in den Landtag 1997 konnten die Grünen Oberösterreichs bei der Landtagswahl 2003 ihren Stimmenanteil um 3,3 % auf 9,1 % ausbauen. Die starken Gewinne bedeuteten den Zugewinn von zwei Mandaten, womit die Grünen in der Folge im Landtag fünf Abgeordnete stellten. Zudem zogen die Grünen erstmals mit Rudi Anschober als Landesrat in die Landesregierung ein. Als ihr stärkster Wahlkreis erwies sich erneut der Landtagswahlkreis Linz und Umgebung, in dem die Grünen 11,6 % und erneut ein Grundmandat erreichten. Auch im Wahlkreis Hausruckviertel erreichten die Grünen mit 9,0 % ein Direktmandat, dahinter folgte erstmals das Mühlviertel mit 8,8 %. Ihr schwächstes Ergebnis verbuchten die Grünen mit 6,6 % im Innviertel. Bei der Landtagswahl 2009 verteidigten die Grünen ihr Ergebnis von 2003. Mit einem Zuwachs von 0,1 % erreichten die Grünen einen Stimmenanteil von 9,2 % und konnten damit ihre fünf Mandate halten. Neben den Grundmandaten in den Wahlkreisen Linz und Umgebung und Hausruckviertel erzielten die Grünen erstmals auch im Mühlviertel ein Grundmandat. Mit 11,4 % lag das Ergebnis im Wahlkreis Linz und Umgebung knapp unter dem Wert von 2003, dahinter folgten das Mühlviertel mit 9,2 % und das Hausruckviertel mit 9,0 %. Während die Grünen im Traunviertel mit 8,8 % nur knapp unter dem Landtagsergebnis blieben, erwies sich das Innviertel mit 7,0 % erneut als der schwächste Wahlkreis.
Im Juli 2020 wählten die Grünen Oberösterreich Stefan Kaineder zum Spitzenkandidaten für die Landtagswahl 2021.